# Гарлацоло ди Сото (Павија)
Гарлацоло ди Сото је насеље у Италији у округу Павија, региону Ломбардија.
Према процени из 2011. у насељу је живело 18 становника. Насеље се налази на надморској висини од 229 м.